# Ганагоби
Ганагоби́ (фр. Ganagobie, окс. Ganagòbia) — коммуна во Франции, находится в регионе Прованс — Альпы — Лазурный Берег. Департамент коммуны — Альпы Верхнего Прованса. Входит в состав кантона Пейрюи. Округ коммуны — Форкалькье.
Код INSEE коммуны — 04091.

## Население
Население коммуны на 2008 год составляло 108 человек.
| 1962 | 1968 | 1975 | 1982 | 1990 | 1999 | 2008 |
| ---- | ---- | ---- | ---- | ---- | ---- | ---- |
| 10   | 121  | 50   | 64   | 75   | 91   | 108  |

## Климат
Ганагоби не имеет своей метеостанции, ближайшая находится в Пейрюи.
| Показатель                                 | Янв. | Фев. | Март | Апр. | Май  | Июнь | Июль | Авг. | Сен. | Окт. | Нояб. | Дек. | Год  |
| ------------------------------------------ | ---- | ---- | ---- | ---- | ---- | ---- | ---- | ---- | ---- | ---- | ----- | ---- | ---- |
| Средний максимум, °C                       | 8,6  | 10,9 | 14,4 | 16,9 | 21,4 | 25,8 | 29,3 | 28,9 | 24,0 | 18,5 | 12,7  | 9,3  | 18,6 |
| Средняя температура, °C                    | 4,3  | 6,2  | 8,2  | 11,1 | 15,1 | 19,3 | 22,4 | 22,0 | 18,0 | 13,4 | 8,2   | 5,2  | 12,7 |
| Средний минимум, °C                        | −0,0 | 0,0  | 3,0  | 5,1  | 8,9  | 12,8 | 15,3 | 15,2 | 12,0 | 8,2  | 3,8   | 1,1  | 7,2  |
| Норма осадков, мм                          | 26,9 | 24,3 | 23,8 | 44   | 40   | 27,9 | 20,9 | 32,7 | 45,9 | 53,5 | 52,4  | 31,7 | 424  |
| Источник: Relevé météorologique de Peyruis |      |      |      |      |      |      |      |      |      |      |       |      |      |

## Экономика
Основу экономики составляют сельское хозяйство и туризм.
В 2007 году среди 76 человек в трудоспособном возрасте (15—64 лет) 57 были экономически активными, 19 — неактивными (показатель активности — 75,0 %, в 1999 году было 82,1 %). Из 57 активных работали 48 человек (27 мужчин и 21 женщина), безработных было 9 (5 мужчин и 4 женщины). Среди 19 неактивных 3 человека были учениками или студентами, 4 — пенсионерами, 12 были неактивными по другим причинам.

## Достопримечательности
- Стоячие камни вблизи дороги на Форкалькье
- Остатки Домициевой дороги, исторический памятник
- Римский мост Люр, исторический памятник с 1963 года
- Сторожевая башня Вильвьей
- Монастырь Ганагоби
- Церковь Сен-Жан-де-Вильвьей, исторический памятник

## Люди, связанные с коммуной
- Адольф Монтичелли (1824—1886) — французский художник, провёл детство в Ганагоби.

## Фотогалерея

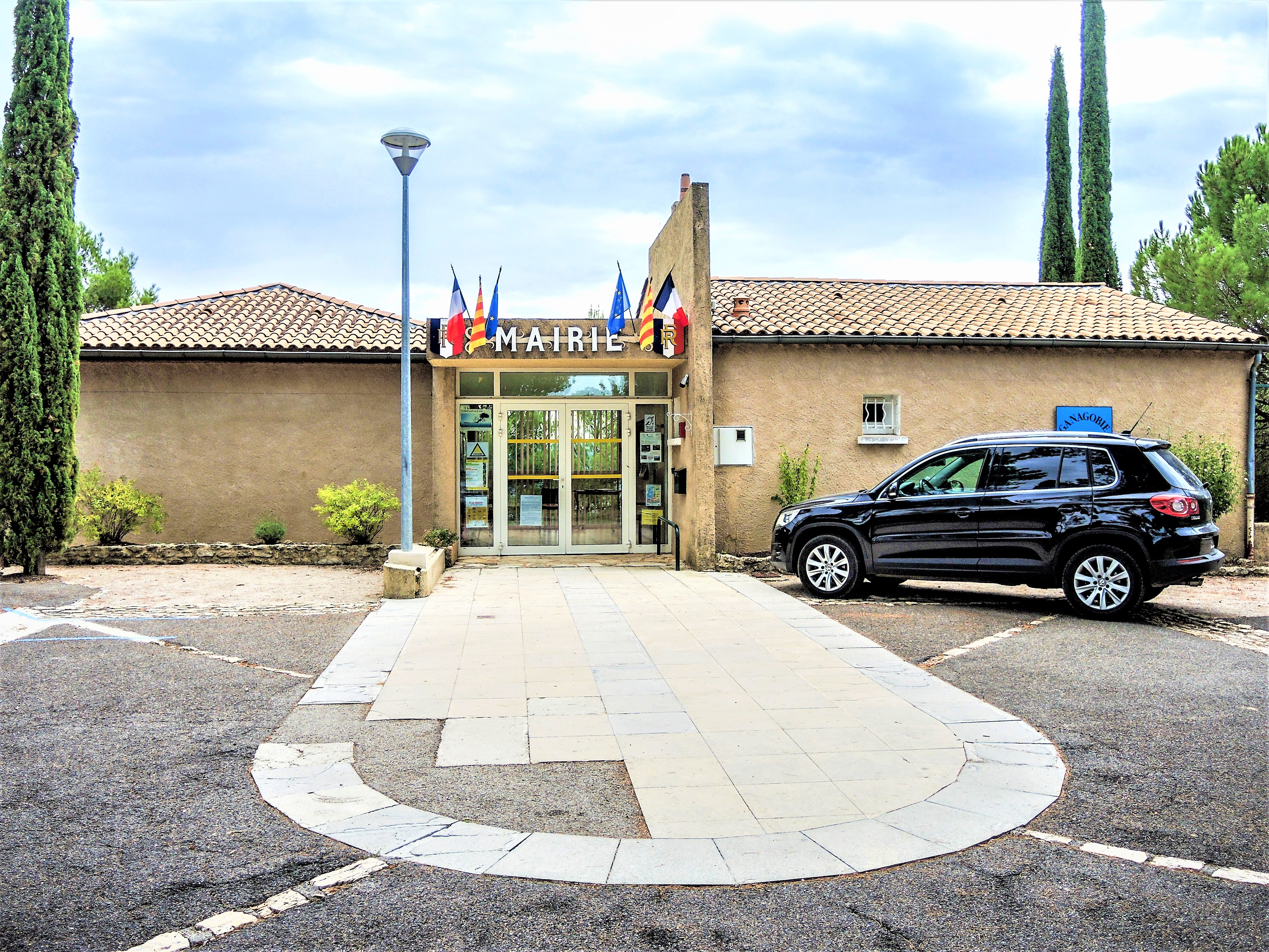
Мэрия
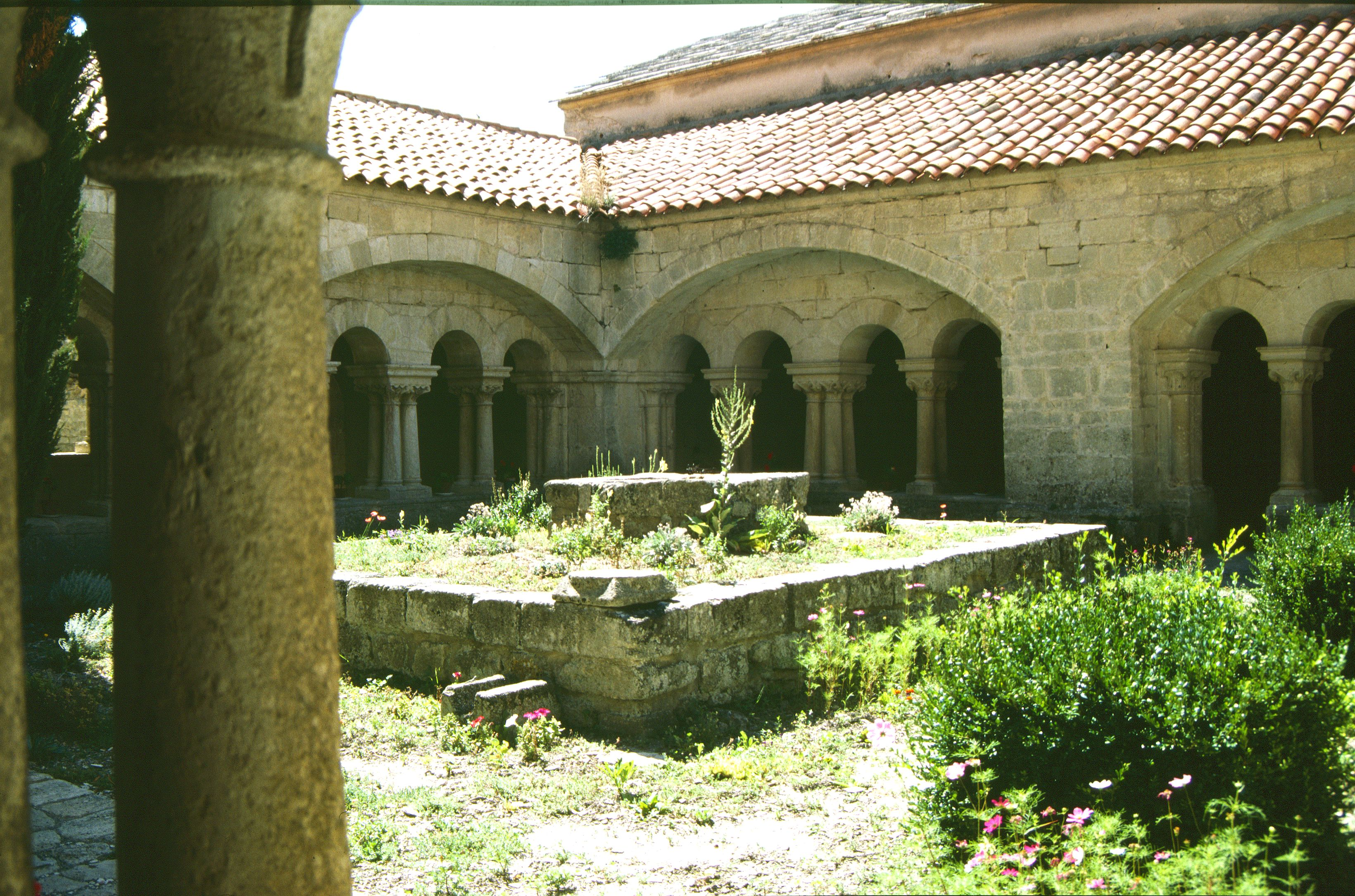
Монастырь Ганагоби
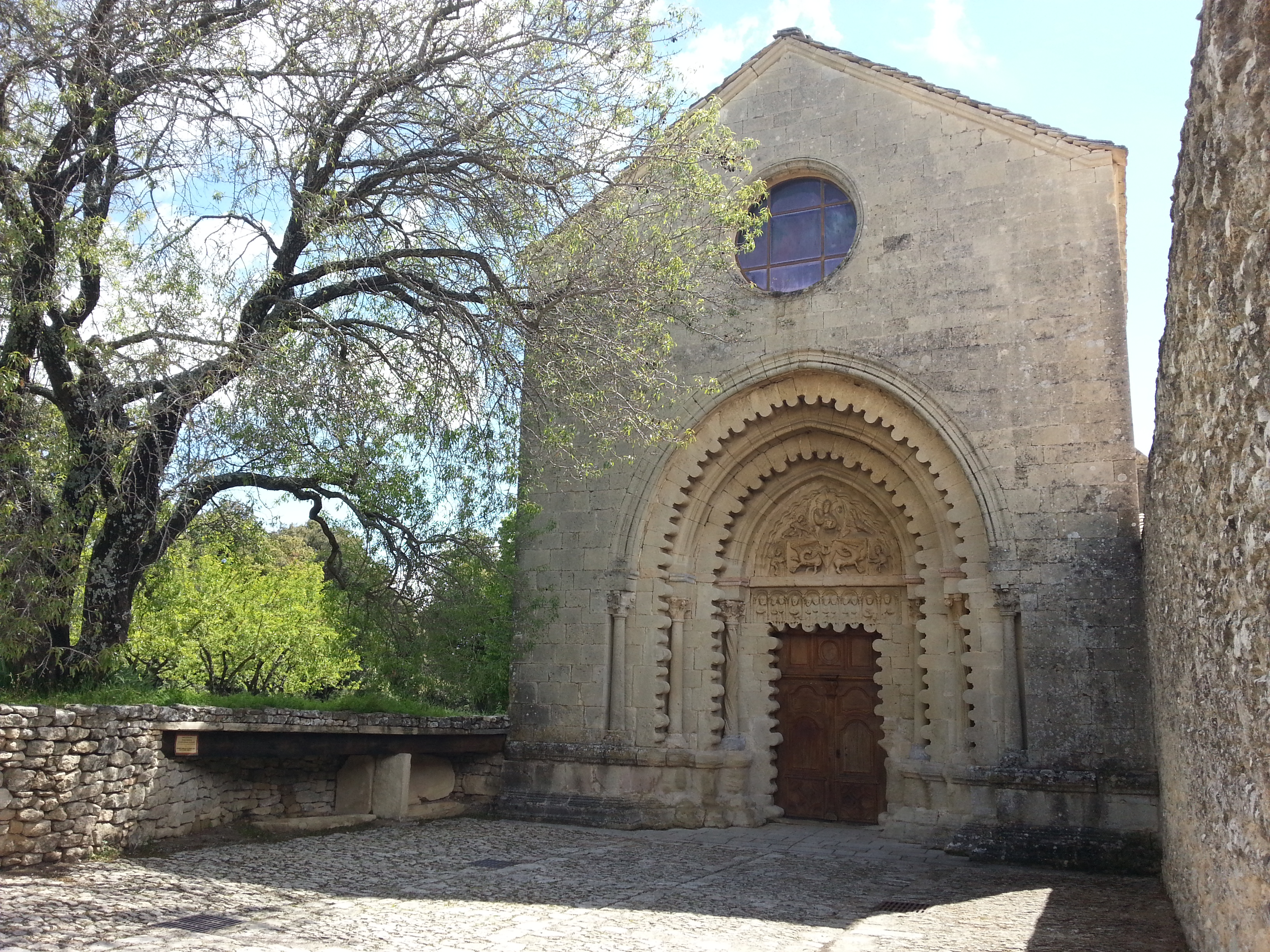
Монастырская церковь Нотр-Дам
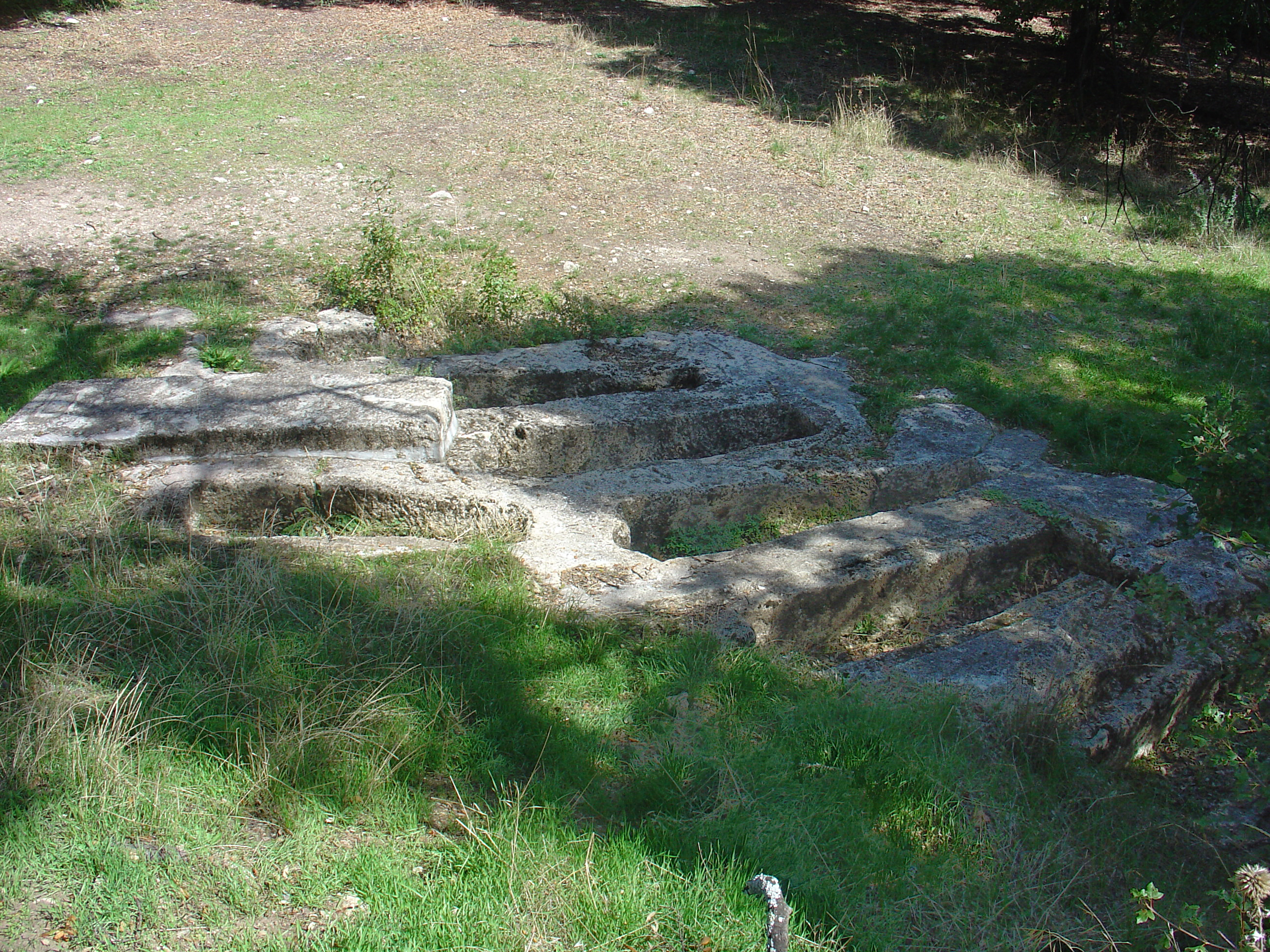
Монастырское кладбище
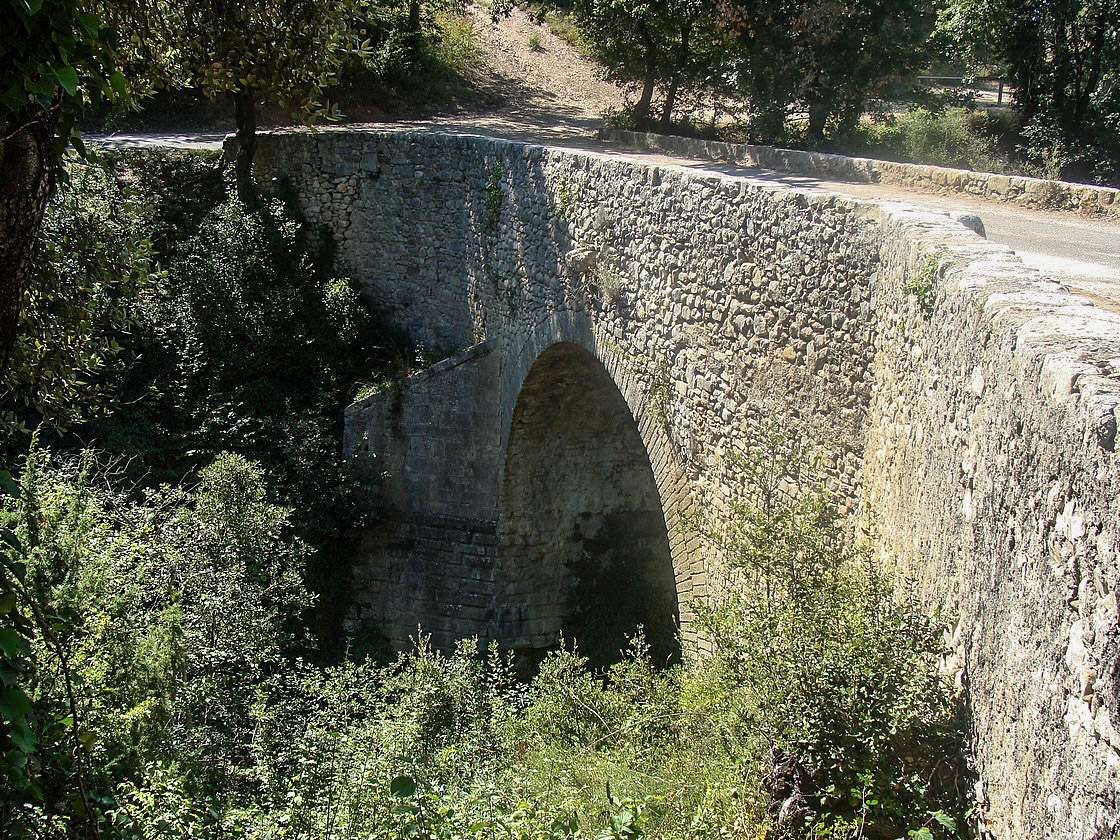
Римский мост